# Zona norte de São José do Rio Preto
A Zona norte de São José do Rio Preto é a região urbana com a maior concentração populacional da cidade. Possui 250 mil habitantes.

## População
Com 250 mil habitantes, é maior que a cidade de Catanduva e do tamanho de São Caetano do Sul. A área concentra os bairros Santo Antônio, Solo Sagrado, Eldorado, Jardim das Oliveiras, Duas Vendas, Jardim Planalto, Dom Lafayete, Jardim Nunes, Residencial Caetano, Jardim Antunes, Jardim Maria Lúcia, Jardim Arroyo, Jardim Mugnaini, Jardim Itapema, Residencial Vale do Sol, entre outros.

## História
A Zona norte surgiu na década de 1970 com a criação do bairro Eldorado. Na década de 1980 passou por um projeto de construção de COHABs e outros bairros, desenvolvidos pelos prefeitos da época para a urbanização da cidade. 
Novos bairros como Parque da Cidadania e Parque da Esperança surgiram nos anos 2000. Atualmente a Zona norte passa por desenvolvimento com novos bairros e novas avenidas.

## Características
É praticamente uma "cidade dormitório", pois a maior parte da população trabalha no centro ou em outras regiões de Rio Preto.
A região conta com comércio diversificado, serviços e agências bancárias. A Zona norte conta com cerca de 7,7 mil estabelecimentos comerciais, em sua maioria micro e pequenas empresas que atendem a população local.
De acordo com o Jornal Bom Dia, a Zona norte foi a região da cidade que mais cresceu e enriqueceu na última década.

## Geografia
Possui características de uma colina, cuja altitude varia dos 480 metros à 540 metros. Entre as colinas existem córregos, que correm ou para o córrego Piedade ou para o Rio Preto.

## Principais vias
- Avenida Mirassolândia
- Avenida Domingos Falavina
- Avenida Antônio Antunes Jr.
- Avenida Fortunato Ernesto Vetorazzo
- Avenida Monte Aprazível
- Avenida Zahia Leime Homsi
- Rua Aparecida do Taboado